# Gedong Songo
Les Gedong Songo (« neuf constructions » en javanais) sont un ensemble de temples hindouistes situé sur les pentes du volcan Ungaran, au sud de la ville de Semarang dans le centre de Java, à une altitude de 1 293 m. Ces temples sont du même type que ceux du plateau de Dieng situé au sud-ouest, et datent vraisemblablement de la même époque, soit vers 750 apr. J.-C., sauf un dont le style pourrait dater de 800. Ces temples sont numérotés de un à neuf, du plus bas au plus élevé. Seuls quelques-uns sont encore debout ou ont été restaurés.
Chacune de ces constructions était en fait un groupe de temples, dont la représentation la plus complète actuellement visible se situe au groupe III. On a là trois temples dont le plus grand, celui du centre, est consacré à Shiva avec son lingam dans la cella carré. 
Les autres complexes de Gedong Songo, aujourd'hui ruinés ou limités à un seul monument, en général restauré récemment, devaient se présenter de la même façon, avec cependant des évolutions architecturales ou des particularités esthétiques. On a là le prototype de ce qui va être fait en beaucoup plus grand avec le temple de Prambanan, ainsi que pour la plupart des temples hindouistes de Java jusqu'au XIIIe siècle.

## Galerie de photos

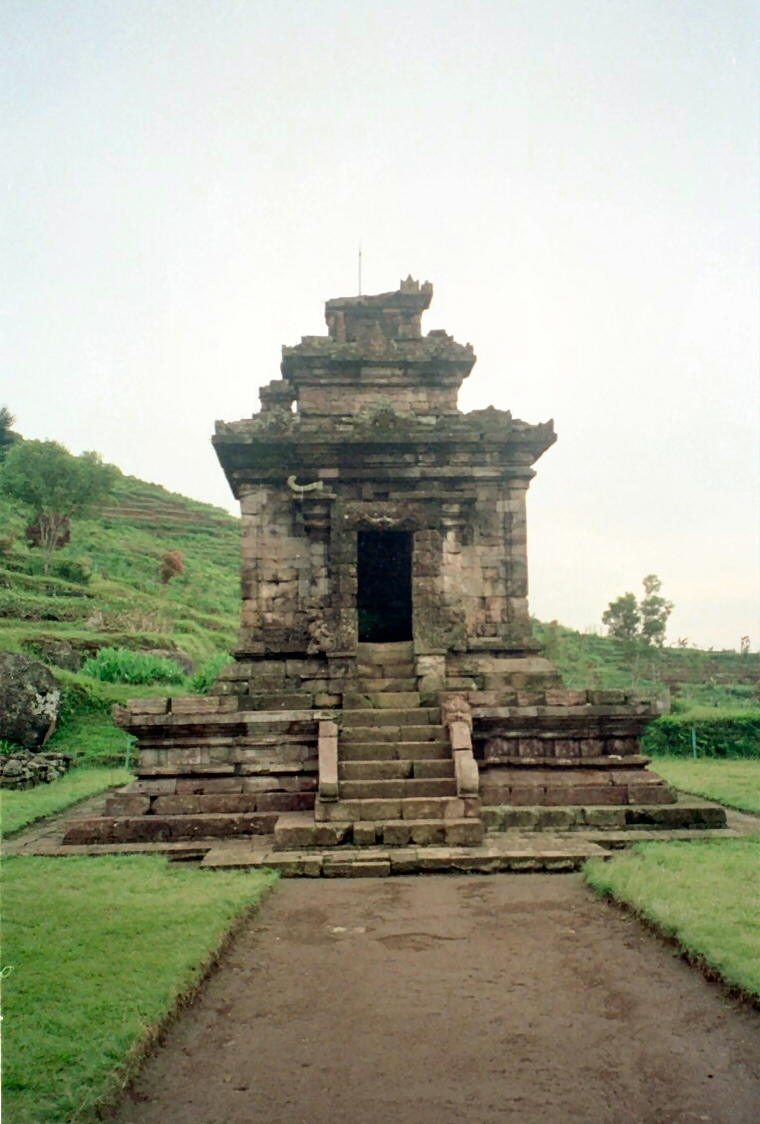
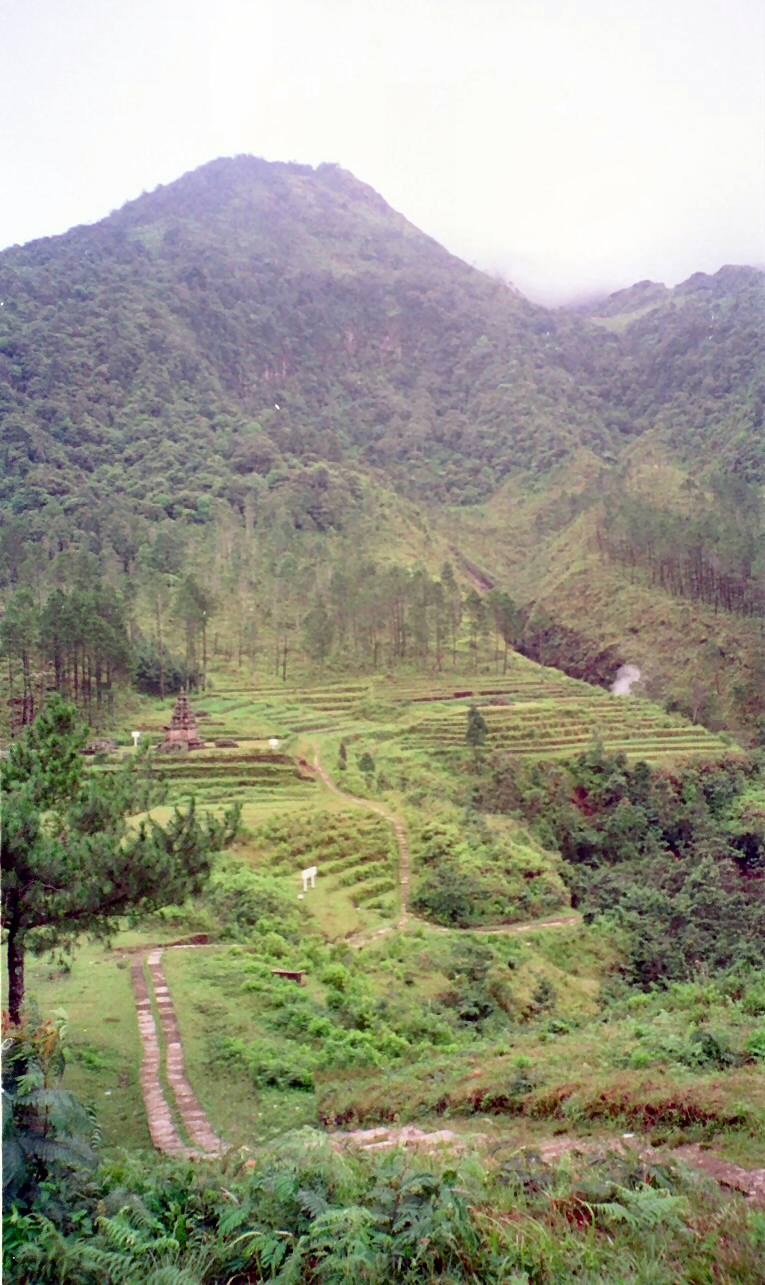
Vue partielle du site (2000)
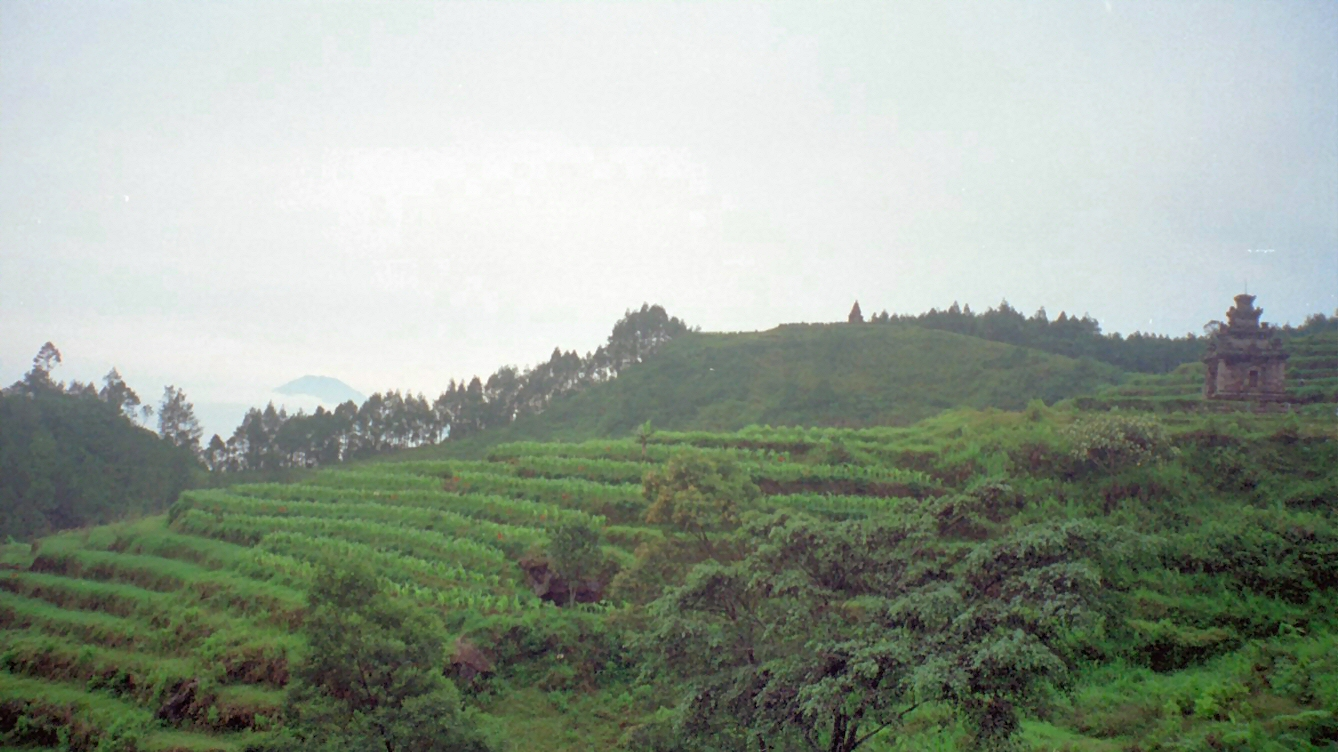
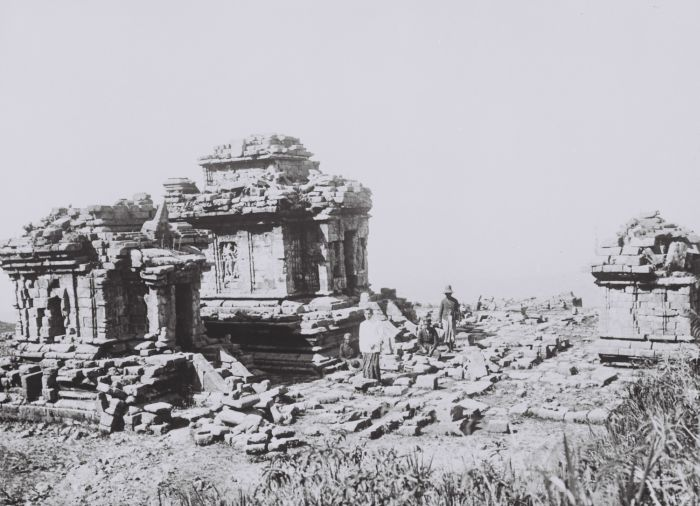
Le groupe III en 1921
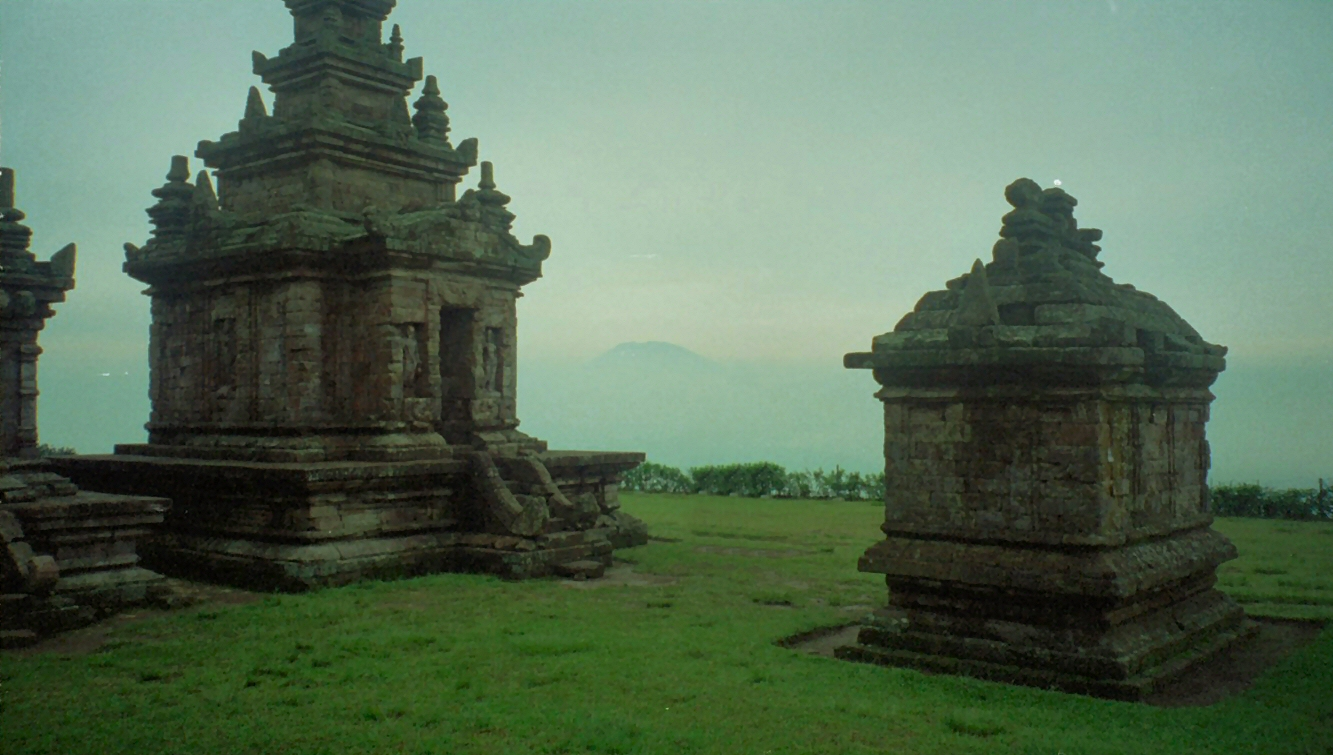
Le groupe III en 2000
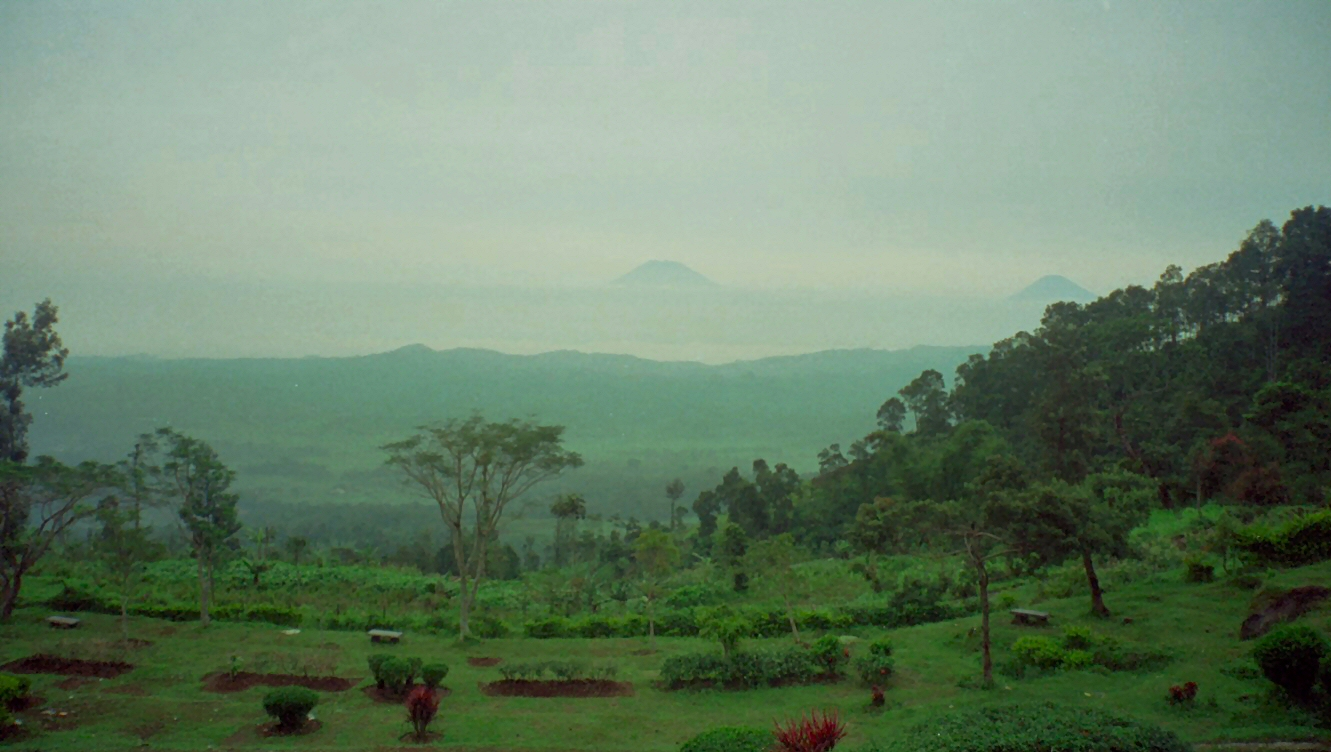
Point de vue depuis le Gedong Songo